# TerraZoo Rheinberg
Koordinaten: 51° 32′ 18″ N, 6° 36′ 48″ O
Der TerraZoo Rheinberg ist ein Reptilium in privater Trägerschaft in Rheinberg am Niederrhein.
Der TerraZoo Rheinberg wurde ursprünglich 1996 im Kellerraum der Schachtanlage Schacht IV in Moers von Daniel Kahlen errichtet. Wegen der zoologisch ungeeigneten Bedingungen im feuchten Keller mit Nähe zu Disco und Fitnessstudio erfolgte jedoch nach fünf Jahren ein Umzug in einen Neubau im Rheinberger Ortsteil Winterswick. Die Ausstellung wurde beispielsweise um Nilkrokodile vom Zoo Duisburg und eine Außenanlage mit Reptilien aus gemäßigten Breiten erweitert.
Der TerraZoo Rheinberg präsentiert in etwa 100 Arten mit 400 wechselwarmen Tieren, darunter Nilkrokodile und Landschildkröten sowie insbesondere Schuppenkriechtiere. Einige Amphibien und wirbellose Tiere wie Vogelspinnen vervollständigen die Ausstellung. Die von mindestens drei Seiten zugängigen Terrarien erhalten viel Tageslicht. Besucher können den Tierpflegern bei der Erledigung ihrer täglichen Aufgaben zusehen und mehr über die Biologie der Tiere erfahren. In allen Terrarien kommen natürliche Einrichtungsgegenstände, echte Pflanzen und Natursubstrate zum Einsatz. Die TerraZoo-Schule und tägliche Führungen zum Thema „Einheimische Reptilien“ runden das Bildungsprogramm des Zoos ab. Kleinere Forschungsvorhaben werden vom Zoo durchgeführt. Forschung und Erhaltung von artgeschützten Tieren in der Gefangenschaft, wie zum Beispiel der Kreuzotter (Vipera berus), stehen im Vordergrund.
Die RAS-Zoo gemeinnützige GmbH hat den TerraZoo Rheinberg am 1. Januar 2011 aus der Zwangsversteigerung übernommen. Zur Kostendeckung der gemeinnützigen Einrichtungen kamen die Reptilienauffangstationen NRW und Hessen dazu, die an den TerraZoo Rheinberg sowie den TerraZoo Sontra angeschlossen sind.

## Bilder

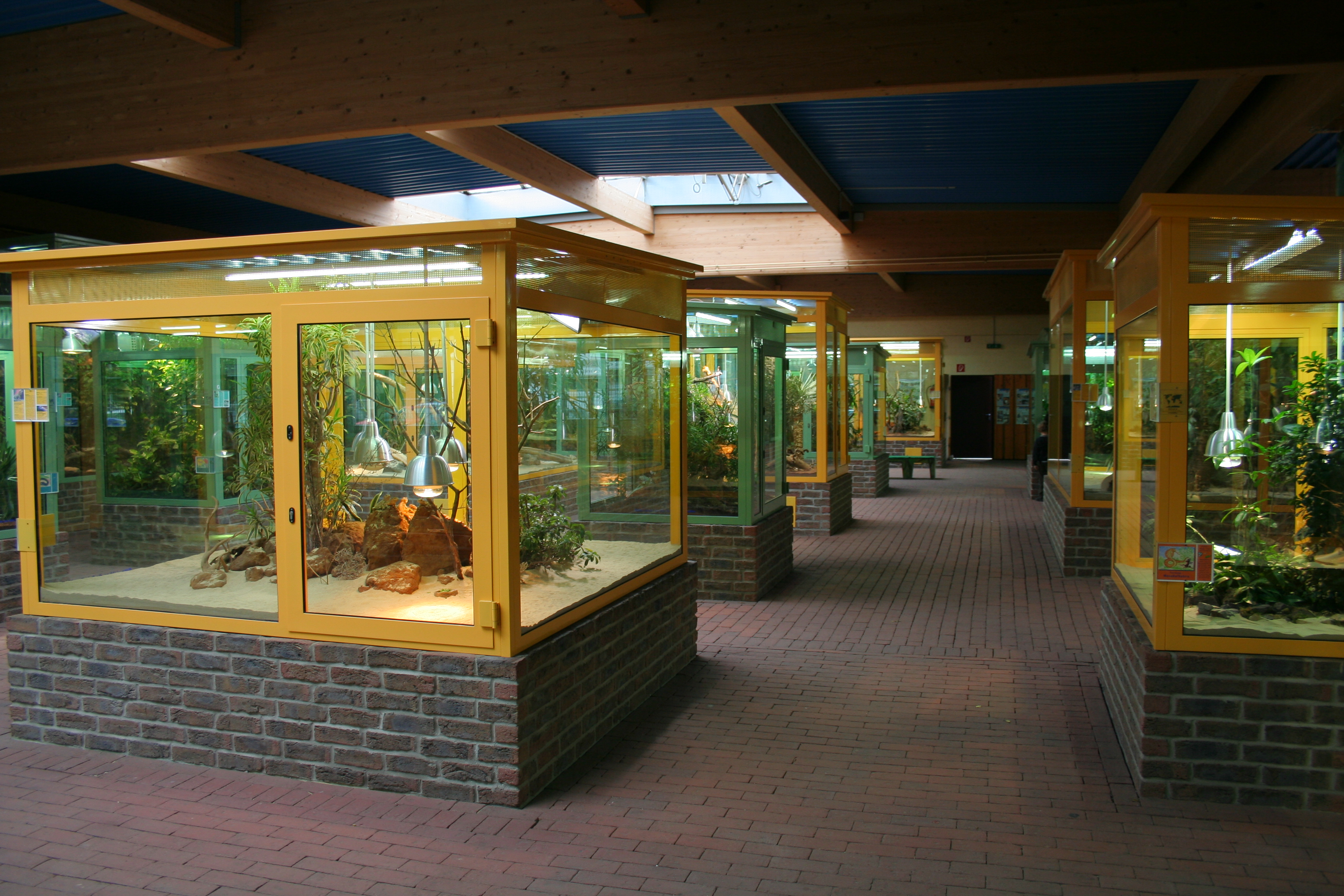
Innenbereich
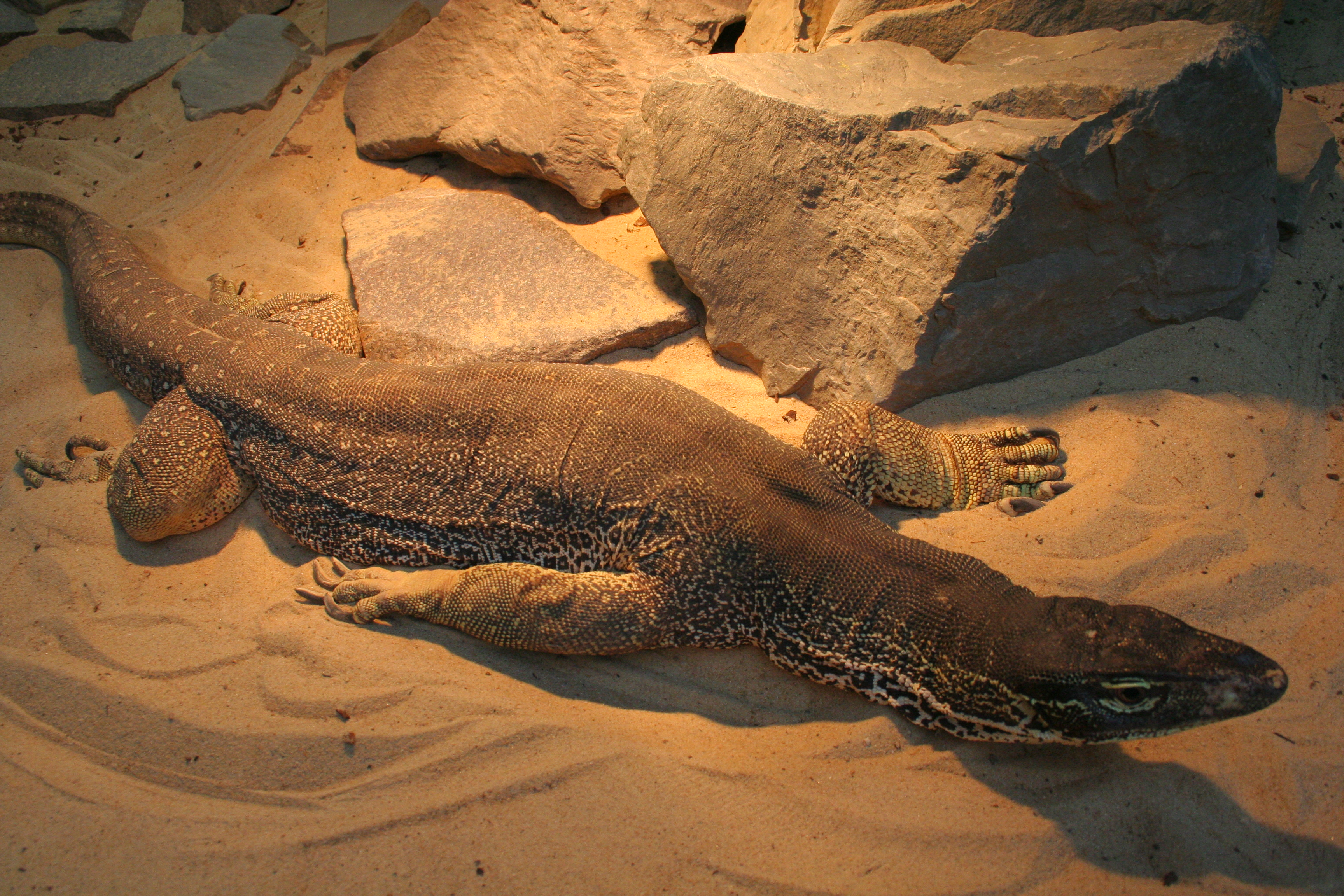
Goulds Waran im Terrarium
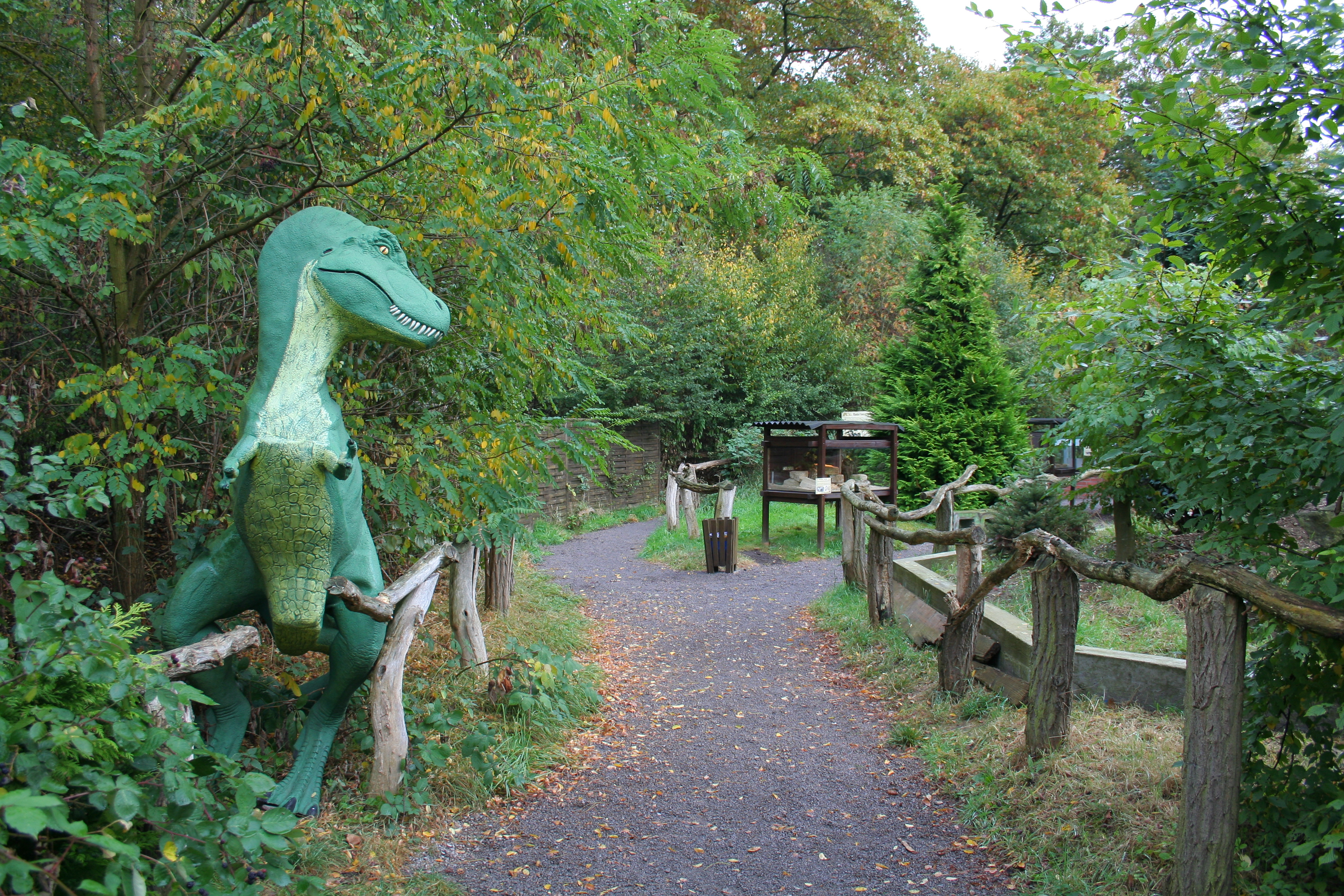
Außenbereich
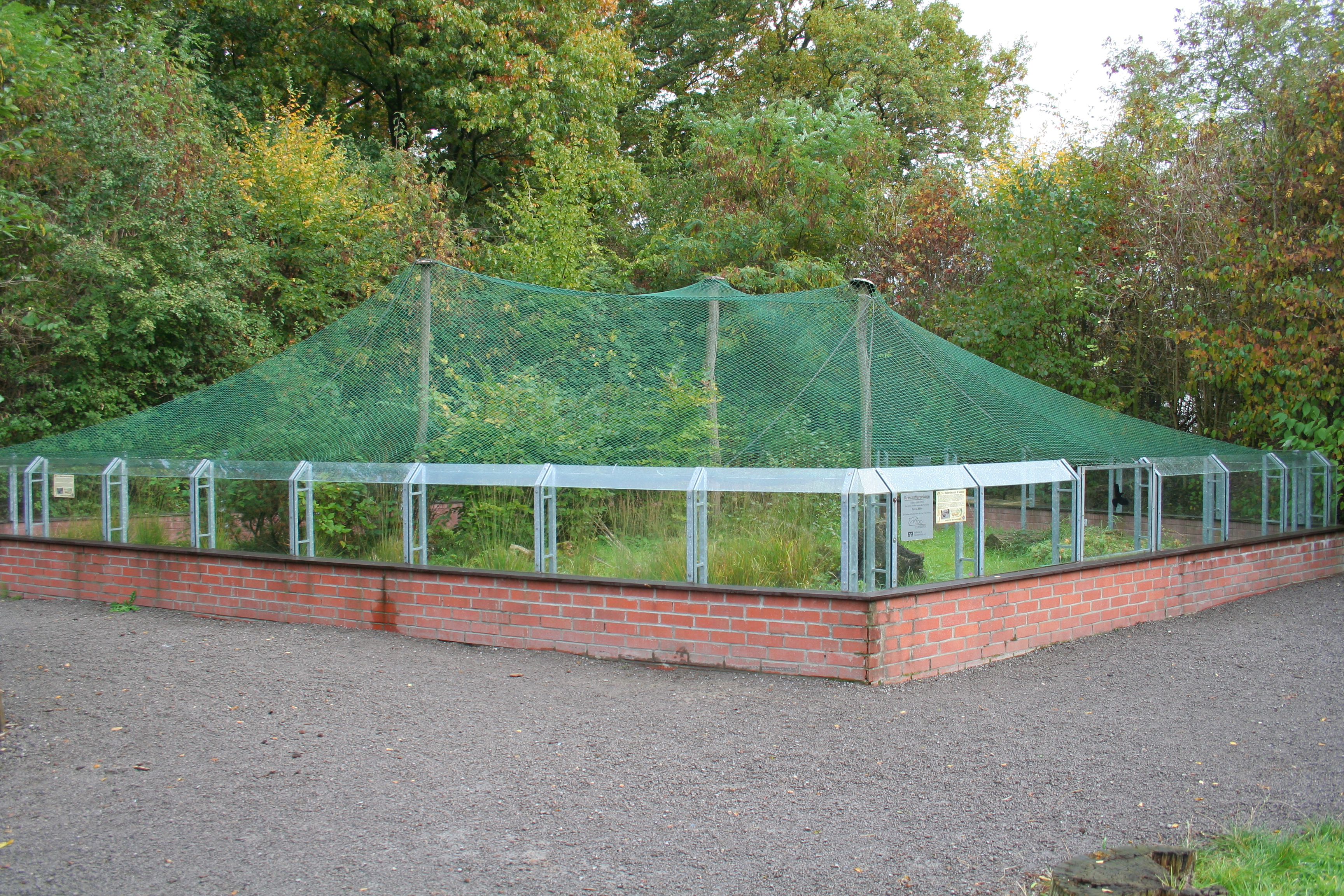
Außenbereich, Kreuzottergehege